# Voreppe
Voreppe är en kommun i departementet Isère i regionen Auvergne-Rhône-Alpes i sydöstra Frankrike. Kommunen ligger i kantonen Voiron som tillhör arrondissementet Grenoble. År 2022 hade Voreppe 9 845 invånare.

## Befolkningsutveckling
Antalet invånare i kommunen Voreppe
Referens:INSEE

## Vänorter
- Lichtenstein, Tyskland (1992)
- Castelnovo ne' Monti, Italien (1994)